# Бабинино (Псковская область)
Бабинино — деревня в Опочецком районе Псковской области России. Входит в состав Звонской волости.

## География
Расположена в 17 км к юго-востоку от города Опочка, к северо-западу от озера Кутсо.

## Население
| 2001 | 2002 | 2010 | 2012 | 2013 | 2014 | 2015 |
| ---- | ---- | ---- | ---- | ---- | ---- | ---- |
| 26   | ↘15  | →15  | →15  | →15  | ↘14  | ↘11  |
| 2016 |      |      |      |      |      |      |
| ↗13  |      |      |      |      |      |      |